# 福爾登鎮區 (明尼蘇達州奧特泰爾縣)
福爾登鎮區（英語：Folden Township）是位於美國明尼蘇達州奧特泰爾縣的一個行政鎮區。

## 地方資料
福爾登鎮區的面積為92.22平方千米，當中陸地面積為88.64平方千米，而水域面積為3.58平方千米。根據2020年美國人口普查的數據，當地共有人口289人，而人口密度為每平方千米3.13人。